# Bezirk Mielec
Bezirk Mielec – dawny powiat (Bezirk) kraju koronnego Królestwo Galicji i Lodomerii, funkcjonujący w latach 1854–1867. Siedzibą starostwa było miasteczko Mielec.

## Historia
Bezirk Mielec utworzono w ramach reformy uwłaszczeniowej z okresu Wiosny Ludów (1848–1849), która likwidowała jurysdykcję właściciela ziemskiego nad poddanymi. W Galicji, dominium – jako podstawowa jednostka administracyjna i filar systemu feudalnego straciło rację bytu. Konieczne stało się zatem wprowadzenie nowego systemu administracyjnego, którego zręby powstały w latach 1851–1855. Nowy trójstopniowy podział administracyjny objął 21 cyrkułów (niem. Kreise), 179 małych powiatów (niem. Bezirke) i ponad 6000 gmin (niem. Gemeinde). 
Bezirk Mielec objął obszar o wielkości 8,1 mil², zamieszkany przez 27.768 ludzi i podzielony na 55 gmin katastralnych, w tym dwa miasteczka (Mielec i Baranów). Wszedł w skład cyrkułu tarnowskiego, jako jeden z jego dziesięciu powiatów. Na północy powiat graniczył z Imperium Rosyjskim. Bezirk Mielec posiadał odległą zachodnią eksklawę, którą stanowiła gmina Słupiec, położoną między powiatami Dombrowa i Zassów. Gminę Słupiec włączono przed 1867 do Bezirk Zassów.
Po nadaniu Galicji autonomii oraz powołaniu samorządu gminnego i powiatowego w 1865 zlikwidowano cyrkuły (Kreise). Dotychczasowe małe powiaty (Bezirke) w liczbie 179, utrzymały się do 1867 roku, kiedy to w następstwie kolejnej reformy administracyjnej (23 stycznia 1867) zostały zastąpione przez 74 większych powiatów. Obszar zniesionego Bezirk Mielec wszedł wtedy w skład nowych powiatów mieleckiego i  tarnobrzeskiego (vide podział w tabeli poniżej); odłączona przed 1867 od Bezirk Mielec i właczona do Bezirk Zassów zeksklawizowana gmina Słupiec weszła w 1867 roku w skład nowego powiatu dąbrowskiego. 1 sierpnia 1878 zmieniono częściowo granice powiatów mieleckiego i tarnobrzeskiego.

## Podział administracyjny (1854)
| Lp. | Gmina jednostkowa                   | Powierzchnia | Ludność | Powiat w 1867 po zniesieniu |
| --- | ----------------------------------- | ------------ | ------- | --------------------------- |
| 1   | Mielec (m)                          | 1200         | 2784    | mielecki                    |
| 2   | Cyranka                             | 5053         | 495     | mielecki                    |
| 3   | Baranów (m) z Kołem                 | 1545         | 1630    | tarnobrzeski                |
| 4   | Domacyny                            | 430          | 377     | mielecki                    |
| 5   | Durdy, Knapy i Smykle               | 6005         | 814     | mielecki                    |
| 6   | Dymitrów Mały                       | 695          | 180     | tarnobrzeski                |
| 7   | Dymitrów Duży                       | 845          | 430     | tarnobrzeski                |
| 8   | Gołego Wola                         | 2370         | 813     | tarnobrzeski                |
| 9   | Skopanie                            | 1360         | 537     | tarnobrzeski                |
| 10  | Suchorzów z Przewozem               | 1055         | 668     | tarnobrzeski                |
| 11  | Wojków                              | 1200         | 316     | mielecki                    |
| 12  | Zaduszniki                          | 765          | 276     | mielecki                    |
| 13  | Borowa, Folwark Borowski i Gizowa   | 2000         | 882     | mielecki                    |
| 14  | Brzyście                            | 1130         | 343     | mielecki                    |
| 15  | Chorzelów                           | 3968         | 787     | mielecki                    |
| 16  | Wola Chorzelowska                   | 693          | 174     | mielecki                    |
| 17  | Chrząstów                           | 1300         | 413     | mielecki                    |
| 18  | Gawłuszowice                        | 772          | 256     | mielecki                    |
| 19  | Kliszów                             | 840          | 535     | mielecki                    |
| 20  | Toporów                             | 800          | 209     | mielecki                    |
| 21  | Złotniki                            | 1255         | 525     | mielecki                    |
| 22  | Czajkowa                            | 4275         | 594     | mielecki                    |
| 23  | Malinie                             | 1165         | 282     | mielecki                    |
| 24  | Trześnia                            | 1805         | 649     | mielecki                    |
| 25  | Myszkowa i Gliny Małe               | 1670         | 402     | mielecki                    |
| 26  | Borki                               | 850          | 240     | mielecki                    |
| 27  | Kębłów i Tarnówek                   | 1145         | 315     | mielecki                    |
| 28  | Krzemienica i Górki                 | 730          | 355     | mielecki                    |
| 29  | Młodochów                           | 850          | 165     | mielecki                    |
| 30  | Niziny i Rożniaty                   | 1270         | 359     | mielecki                    |
| 31  | Ostrówek z Szydłowcem               | 790          | 178     | mielecki                    |
| 32  | Zdakowska Wola                      | 1083         | 313     | mielecki                    |
| 33  | Nagnajów                            | 535          | 202     | tarnobrzeski                |
| 34  | Siedleszczany                       | 600          | 207     | tarnobrzeski                |
| 35  | Rzędzianowice i Szydłowiec          | 2258         | 587     | mielecki                    |
| 36  | Sadkowa Góra i Uście                | 1025         | 453     | mielecki                    |
| 37  | Babule                              | 1075         | 215     | mielecki                    |
| 38  | Hyki (Dębiaki)                      | 1770         | 214     | mielecki                    |
| 39  | Reichsheim                          | 1770         | 218     | mielecki                    |
| 40  | Grochowe z Chruścielami i Kozikówką | 1250         | 637     | mielecki                    |
| 41  | Pierzchne i Jaślany                 | 3040         | 790     | mielecki                    |
| 42  | Pluty                               | 3040         | 116     | mielecki                    |
| 43  | Josefsdorf                          | 3040         | 267     | mielecki                    |
| 44  | Padew z Borowinami                  | 3775         | 1491    | mielecki                    |
| 45  | Zarównie                            | 3775         | 356     | mielecki                    |
| 46  | Piechoty                            | 1050         | 157     | mielecki                    |
| 47  | Zachwiejów                          | 1050         | 95      | mielecki                    |
| 48  | Pławo i Schönanger                  | 1935         | 845     | mielecki                    |
| 49  | Pławska Wola                        | 1935         | 318     | mielecki                    |
| 50  | Przykop                             | 640          | 255     | mielecki                    |
| 51  | Tuszów                              | 1230         | 1037    | mielecki                    |
| 52  | Goleszów                            | 1907         | 441     | mielecki                    |
| 53  | Rżyska                              | 1757         | 270     | mielecki                    |
| 54  | Wojsław i Smoczka                   | 1570         | 540     | mielecki                    |
| 55  | Słupiec                             | 2940         | 761     | dąbrowski                   |

Objaśnienie:
(M) = miasto; (m) = miasteczko